# WWE Cruiserweight Championship (1991–2007)
O WWE Cruiserweight Championship foi um título de luta livre profissional disputado na World Championship Wrestling entre sua criação em 1991 e 2001 e depois na World Wrestling Entertainment (WWE) entre 2001 e 2008. Ele era disputado por lutadores com até 225 libras (100 quilos). Após a implementação da extensão de marcas em 2002, foi o único título a ser exclusivo do SmackDown! durante toda sua existência.

## História
O WWE Cruiserweight Championship é reconhecido como sendo o ex-WCW Light Heavyweight Championship, um título que foi considerado separado do WCW World Cruiserweight Championship pela promoção World Championship Wrestling (WCW). Após a introdução do Light Heavyweight Championship em 1991, um torneio foi realizado para determinar o campeão inaugural. Em 27 de outubro, Brian Pillman derrotou Richard Morton na final do torneio para ganhar o título. No entanto, quando Brad Armstrong foi forçado a abdicar o título devido a lesão no dia 2 de setembro de 1992, ele tornou-se inativo. Então, em 20 de março de 1996, Shinjiro Otani derrotou Wild Pegasus (Chris Benoit) para ganhar o que então se tornou conhecido como WCW World Cruiserweight Championship.

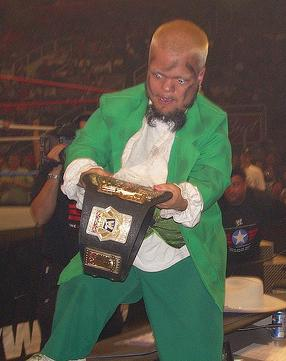
Hornswoggle foi o último campeão.

Em março de 2001, a World Wrestling Federation (WWF) adquiriu a WCW. Logo depois, a história da invasão aconteceu, em que a  The Alliance foi finalmente desmantelada. Depois do Survivor Series 2001, o título foi rebatizado para WWF Cruiserweight Championship, substituindo o WWF Light Heavyweight Championship.
Após a WWF mudar seu nome para World Wrestling Entertainment (WWE) em 2002, o campeonato foi posteriormente referido como WWE Cruiserweight Championship e tornou-se exclusivo do SmackDown!.
Em 28 de setembro de 2007, o título foi desocupado depois de o campeão final, Hornswoggle, foi despojado do título pela gerente geral Vickie Guerrero.  Hornswoggle tinha vencido título noThe Great American Bash. A última luta pelo título ocorreu no SmackDown de 31 de agosto, quando Hornswoggle defendeu o título contra Jamie Noble. Após uma ausência de seis meses, em 3 de março de 2008, a WWE removeu o campeonato da seção de títulos ativos em seu website. Deste modo, o título foi discretamente aposentado.

## Reinados
Brian Pillman foi o primeiro campeão. O último lutador a segurar o título na WCW foi Gregory Helms. O primeiro lutador que conquistou o título na WWE foi Billy Kidman. Gregory Helms também teve o mais longo reinado da história do título, com 385 dias. Já Psicosis teve o mais curto reinado título, segurando-o por aproximadamente uma hora. Rey Mysterio Jr. teve o maior número de reinados, com oito (cinco deles na WCW e três na WWE). Três mulheres conquistaram o campeonato; Madusa e Daffney na WCW, enquanto Jacqueline foi a única mulher a ganhar o Cruiserweight Championship na WWE.